# Andreas Wildt
Andreas William Wildt (23. december 1859 i Tårnby – 15. august 1935) var en dansk murermester.

## Karriere
Han var søn af gartner A.W. Wildt, blev svend 1878, var formand hos murermester Axel Broe 1881-83, var i udlandet 1883-87, formand og konduktør hos Axel Broe fra 1887 og etablerede selvstændig forretning 1898. Wildt har bygget Fredens Kirkes klokketårn, Eliaskirken, Jostys pavillon i Frederiksberg Have, udvidelserne af Gardehusar- og Ingeniørkasernerne, Arbejderhjemmet Fredenshus, Teknologisk Institut i Vester Farimagsgade samt talrige arbejderboliger, fabrikker og andre private bygninger.

## Tillidshverv
Han blev voldgiftsmand i Københavns Murer- og Stenhuggerlav 1900, repræsentant 1906 og oldermand 1910. Han var medlem af Dansk Arbejdsgiverforenings repræsentantskab fra 1906 og af sammes hovedbestyrelse 1910-12. Wildt var desuden medlem af hovedbestyrelsen for Fællesrepræsentationen for dansk Industri og Haandværk fra 1911 og formand for Københavnsafdelingen 1915-21, medlem af hovedbestyrelsen for Arbejdsgivernes Ulykkesforsikring, bestyrelsesmedlem i Den tekniske Forening 1913-23 og medlem af Kommissionen til bedømmelse af frivillige svendeprøver og sad i Københavns Borgerrepræsentation 1912-17 for Antisocialistisk Borgerliste. Han var medlem af Bygningsmaterialeudvalget, Murstensnævnet af 1918, Kommissionen om lovbestemt arbejdstid af 1919, Socialrådet af 1919, Skolerådet for de tekniske skoler i Danmark og Priskontrolkomitéen af 1921. Han sad også i bestyrelsen for Sparekassen for Kjøbenhavn og Omegn og var næstformand for Haandværkerstiftelsen. Han var Ridder af Dannebrog, Dannebrogsmand og bar Sankt Olavs Orden (ridder) og Vasaordenen (kommandør af 2. klasse).
Han blev gift 10. november 1899 med Agnes Augusta Nielsen (18. december 1878 - 19??), datter af købmand Nielsen i Them.